# Малі Будичі
45°29′ пн. ш. 17°24′ сх. д. / 45.48° пн. ш. 17.40° сх. д.
Малі Будичі (хорв. Mali Budići) — населений пункт у Хорватії, у Пожезько-Славонській жупанії у складі міста Пакраць.

## Населення
Населення за даними перепису 2011 року становило 2 осіб.
Динаміка чисельності населення поселення:

## Клімат
Середня річна температура становить 10,06 °C, середня максимальна – 23,52 °C, а середня мінімальна – -5,75 °C. Середня річна кількість опадів – 926 мм.
| Клімат поселення                              | Клімат поселення | Клімат поселення | Клімат поселення | Клімат поселення | Клімат поселення | Клімат поселення | Клімат поселення | Клімат поселення | Клімат поселення | Клімат поселення | Клімат поселення | Клімат поселення | Клімат поселення |
| Показник                                      | Січ.             | Лют.             | Бер.             | Квіт.            | Трав.            | Черв.            | Лип.             | Серп.            | Вер.             | Жовт.            | Лист.            | Груд.            |                  |
| Середній максимум, °C                         | 6,40             | 7,91             | 12,08            | 15,41            | 20,43            | 23,52            | 23,02            | 22,40            | 18,66            | 14,46            | 8,99             | 4,94             |                  |
| Середня температура, °C                       | 0,32             | 1,82             | 6,00             | 9,33             | 14,35            | 17,45            | 19,50            | 18,90            | 15,14            | 10,95            | 5,48             | 1,44             |                  |
| Середній мінімум, °C                          | −5,75            | −4,25            | −0,07            | 3,26             | 8,28             | 11,37            | 16,01            | 15,39            | 11,64            | 7,44             | 1,98             | −2,07            |                  |
| Норма опадів, мм                              | 56               | 52               | 62               | 76               | 85               | 107              | 87               | 90               | 75               | 79               | 87               | 70               |                  |
| Середньомісячна швидкість вітру, м/с          | 2.23             | 2.47             | 2.74             | 2.63             | 2.41             | 2.15             | 2.10             | 1.97             | 2.05             | 2.17             | 2.26             | 2.28             |                  |
| Середньомісячна сонячна радіація, кДж/м²·день | 4387             | 7146             | 10863            | 15153            | 19223            | 21154            | 22102            | 19653            | 14697            | 9222             | 4960             | 3689             |                  |
| --------------------------------------------- | ---------------- | ---------------- | ---------------- | ---------------- | ---------------- | ---------------- | ---------------- | ---------------- | ---------------- | ---------------- | ---------------- | ---------------- | ---------------- |
| Джерело:                                      |                  |                  |                  |                  |                  |                  |                  |                  |                  |                  |                  |                  |                  |